# Пол Остър
Пол Остър (на английски: Paul Auster) е съвременен американски писател.

## Биография и творчество
Роден е на 3 февруари 1947 г. в Нюарк, Ню Джърси, САЩ. Автор на многобройни романи, сценарии, новели, поезия. Изявява се и като преводач и филмов режисьор.
Отличава се с това, че творчеството му е посветено на Ню Йорк, където живее със съпругата си, писателката Сири Хуствет.
През 2007 г. е удостоен с титлата доктор хонорис кауза на Лиежкия университет.

## Отличия и награди
- 1989 Prix France Culture de Littérature Étrangère за „Нюйоркска трилогия“
- 1990 Morton Dauwen Zabel Award на Американската академия за изкуства и литература
- 1991 Финалист за PEN/Faulkner Award for Fiction за „Музика на случайността“
- 1993 Prix Médicis Étranger за „Левиатан“
- 1996 Наградите „Бодил“ – Най-добър американски филм: „Дим“
- 1996 Independent Spirit Award – Най-добър дебютен сценарий: „Дим“
- 1996 John William Corrington Award for Literary Excellence
- 2001 Номинация за наградата IMPAC (дълъг списък) за Timbuktu
- 2003 Избран за член на Американската академия за изкуства и науки[1]
- 2004 Номинация за наградата IMPAC (кратък списък) за „Книга на илюзиите“
- 2004 Grand prix Metropolis bleu в Монреал, Канада
- 2005 Номинация за наградата IMPAC (дълъг списък) за „Нощта на оракула“
- 2006 Награда на принца на Астурия за литература
- 2006 Избран за член на Американската академия за изкуства и литература
- 2007 Номинация за наградата IMPAC (дълъг списък) за „Бруклински безумства“
- 2007 Командор на Ордена за изкуство и литература на Франция[2]
- 2008 Номинация за наградата IMPAC (дълъг списък) за Travels in the Scriptorium
- 2009 Premio Leteo (Леон, Испания)
- 2010 Médaille Grand Vermeil de la ville de Paris[3]
- 2010 Номинация за наградата IMPAC (дълъг списък) за „Човек на тъмно“
- 2011 Номинация за наградата IMPAC (дълъг списък) за Invisible
- 2012 Номинация за наградата IMPAC (дълъг списък) за Sunset Park
- 2012 NYC Literary Honors for fiction[4]
- 2017 Номинация за наградата Букър (кратък списък) за 4321[5]

## Частична библиография

### Романи
- The New York Trilogy (1987)
„Нюйоркска трилогия“. прев. Иглика Василева. София, Изд. „Хемус“, 1993, 358 с.; второ изд. София: Колибри, 2005, ISBN 954-529-374-8[6]
- In the Country of Last Things (1987)
- Moon Palace (1989)
„Лунен дворец“. прев. Иглика Василева. София, Изд. „Колибри“, 2005, 317 с. ISBN 954-529-182-6
- The Music of Chance (1990)
„Музика на случайността“. прев. Иглика Василева. София, Изд. „Колибри“, 2010, 224 с. ISBN 978-954-529-757-1
- Leviathan (1992)
„Левиатан“. прев. Иглика Василева. София, Изд. „Колибри“, 2016, 360 с.
- Mr. Vertigo (1994)
- The Book of Illusions (2002)[7][8]
„Книга на илюзиите“. прев. Ангел Игов. София, ИК „Златорогъ“, 2005. ISBN 954-437-122-2[9]
- Oracle Night (2003)[10][11][12]
„Нощта на оракула“. прев. Иглика Василева. София, Изд. „Колибри“, 2006, 252 с. ISBN 954-529-391-8[13]
- The Brooklyn Follies (2005)[14][15][16][17][18]
„Бруклински безумства“. прев. Иглика Василева. София, Изд. „Колибри“, 2008, 296 с. ISBN 978-954-529-618-5
- Travels in the Scriptorium (2006)
- Man in the Dark (2008)[19][20][21]
„Човек на тъмно“. прев. Иглика Василева. София, Изд. „Колибри“, 2011, 152 с. ISBN 978-954-529-849-3[22]
- Invisible (2009)[23][24]
- Sunset Park (2010)[25]
- 4 3 2 1 (2017) / Faber, 866 pp; ISBN 978-0-571-32462-0
- Baumgartner (2023) / Faber 208 pp; ISBN 9780802161444 
Баумгартнър,(2024) София: Колибри, пр. Жечка Георгиева, ISBN 9786190215875

### Филми
- The Music of Chance (1993), автор;
- Дим (1995), сценарист;
- Blue in the Face (1995), автор, режисьор;
- Lulu on the Bridge (1998), автор